# George Follmer
George Follmer (Phoenix, 27 de enero de 1934) es un expiloto de automovilismo estadounidense. En Fórmula 1 disputó 13 Grandes Premios y obtuvo 1 podio. También compitió en las 24 Horas de Le Mans, Campeonato Nacional del USAC, Trans-Am, CanAm, NASCAR o IROC, entre otras competiciones.

## Resultados

### Fórmula 1
(Clave) (negrita indica pole position) (cursiva indica vuelta rápida)

| Año         | Escudería              | 1   | 2       | 3     | 4     | 5       | 6       | 7      | 8       | 9       | 10     | 11      | 12      | 13     | 14     | 15     | Pos. | Puntos |
| ----------- | ---------------------- | --- | ------- | ----- | ----- | ------- | ------- | ------ | ------- | ------- | ------ | ------- | ------- | ------ | ------ | ------ | ---- | ------ |
| 1973        | UOP Shadow Racing Team | ARG | BRA DNP | RSA 6 | ESP 3 | BEL Ret | MON DNS | SWE 14 | FRA Ret | GBR Ret | NED 10 | GER Ret | AUT Ret | ITA 10 | CAN 17 | USA 14 | 13.º | 5      |
| Referencia: |                        |     |         |       |       |         |         |        |         |         |        |         |         |        |        |        |      |        |